# 15567 Giacomelli
15567 Giacomelli eller 2000 GF53 är en asteroid i huvudbältet som upptäcktes den 5 april 2000 av LINEAR i Socorro County, New Mexico. Den är uppkallad efter Hillary N. Giacomelli.
Asteroiden har en diameter på ungefär 6 kilometer.